# كولن ألان
كولن ألان (بالإنجليزية: Colin Allan)‏ هو كاتب نيوزلندي، ولد في 23 أكتوبر 1921 في ويلينغتون في نيوزيلندا، وتوفي في 5 مارس 1993 في Howick, New Zealand ‏ في نيوزيلندا.